# Danh sách sông ở Togo
Đây là danh sách sông ở Togo. Sông dài nhất là ở Togo là sông Mono.

## Vịnh Guinea
- Sông Volta (Ghana)
  - Sông Todzie
  - Sông Oti (Pendjari)
    - Sông Arli
      - Sông Doubodo
      - Sông Moribonga

    - Sông Mo
      - Sông Katassou

    - Sông Kara (Togo)
    - Sông Kpasa
    - Sông Koumongou
    - Sông Koulpélogo
    - Sông Rivière
    - Sông Singou
    - Sông Toubili
- Sông Mono
  - Sông Amou
    - Sông Amoutchou
    - Sông Oulou

  - Sông Anie
  - Sông Couffo
  - Sông Gbaga Canal
    - Sông Lake Togo
      - Sông Haho
      - Sông Sio

  - Sông Khra
  - Sông Nokpoué
  - Sông Nymassila
  - Sông Ogou
- Sông Zio